# Фердинанд Албрехт I (Брауншвайг-Волфенбютел-Беверн)
Фердинанд Албрехт I (на немски: Ferdinand Albrecht I von Braunschweig-Wolfenbüttel-Bevern, der „Wunderliche von Bevern“; * 22 май 1636, Брауншвайг; † 23 април 1687, Беверн) от род Велфи, е херцог на Брауншвайг-Люнебург, от 1667 до 1687 г. херцог и княз на Брауншвайг-Волфенбютел-Беверн.

## Живот
Той е четвъртият син на херцог Август II фон Брауншвайг-Волфенбютел (1579 – 1666), княз на Брауншвайг-Волфенбютел, и третата му съпруга Елизабет София фон Мекленбург (1613 – 1676), дъщеря на херцог Йохан Албрехт II фон Мекленбург (1590 – 1636).
Като млад Фердинанд Албрехт I е възпитаван от немския поет и учител Юстус Георг Шотелиус и известния поет Зигмунд фон Биркен.
След големи наследствени конфликти той получава на 23 май 1667 г. дворец Беверн при Холцминден в Долна Саксония, годишен апанаж от 8800 талери и правата над резиденцията, като се отказва от всички искания за управлението на Княжество Брауншвайг-Волфенбютел. Той поема резиденцията си на 5 юни 1667 г. и основава херцогската странична линия Брауншвайг-Беверн (съществувала до 1884 г.).
На 25 януари 1665 г. той е приет като фело (другар) в Британското кралско научно дружество. През 1673 г. херцог Фердинанд Албрехт чрез херцог Август фон Саксония-Вайсенфелс е приет в литературното общество Fruchtbringende Gesellschaft.

## Деца
Фердинанд Албрехт I се жени на 31 години на 26 ноември 1667 г. за ландграфиня Кристина фон Хесен-Ешвеге (1648 – 1702) от Дом Хесен, дъщеря на ландграф Фридрих фон Хесен-Ешвеге (1617 – 1655) и пфалцграфиня Елеонора Катарина фон Пфалц-Цвайбрюкен-Клеебург (1626 – 1692). Тя е внучка по баща на Мориц, ландграф на Хесен-Касел. Те имат девет деца:
- Леополд Карл (*/† 1670)
- Фридрих Алберт (1672 – 1673)
- Софи Елеоноре (1674 – 1711), канониска в Гандерсхайм
- Клаудия Елеоноре (1675 – 1676)
- Август Фердинанд (1677 – 1704), генералмайор
- Фердинанд Албрехт II (1680 – 1735), херцог на Брауншвайг-Волфенбютел-Беверн, княз на Брауншвайг-Волфенбютел и дава Беверн на брат си
- Ернст Фердинанд (1682 – 1746), от 1735 г. херцог на Брауншвайг-Волфенбютел-Беверн
- Фердинанд Христиан (1682 – 1706), домпропст в Брауншвайгската катедрала
- Хайнрих Фердинанд (1684 – 1706), императорски оберстлейтенант, убит при обсадата на Торино

## Произведение
- Jill Bepler: Wunderliche Begebnüssen und wunderlicher Zustand in dieser wunderlichen verkehrten Welt. Peter Lang, Bern 1988.